# Umeda Sky Building
Umeda Sky Building (яп. 梅田スカイビル Умэда Сукай Биру) — двенадцатое по высоте здание Осаки — один из самых узнаваемых небоскрёбов города. Состоит из двух 40-этажных башен, соединённых мостиками и эскалатором на самой вершине. Находится в Кита-ку (北区).

## Обзор
Расположен в Кита-ку (англ.), Осака. Здание создавалось в рамках проекта 1988 года «City of Air» и изначально задумывалось состоящим из четырёх башен, однако в процессе работы их число было сокращено до двух.
Главным архитектором 173-метрового небоскрёба стал Хара Хироси, а все строительные работы были выполнены Takenaka Corporation (яп.). Объект сдан в 1993 году.
На крыше располагается наблюдательная площадка The Floating Garden Observatory. У подножия башен разбит сад с фонтанами.

## Собственники
Большую часть своей истории здание принадлежало Toshiba Building Co., Ltd. В июле 2008 года Toshiba продала 65 % акций холдингу Nomura Real Estate co.